# Българско училище в Сиатъл
Българското училище в Сиатъл е училище на българската общност в град Сиатъл, щата Вашингтон, САЩ. Създадено е през 2011 г. Директорка на училището е Анжела Хъшева.

## История
Училището е открито през 2011 г. Създадено е от Българския културен клуб в Сиатъл като сдружение с нестопанска цел за осъществяване на общественополезна дейност сред българите в Сиатъл. Негова основателка, а след това директорка на училището е Анжела Хъшева, която през 2000 г. се премества да живее в САЩ. От юни 2013 г. училището работи съвместно с Инспектората на държавното образование в щата Вашингтон (OSPI) по програмата „Пътна карта на световните езици“. През 2023 г. училището е преместено в град Къркланд, разположен в агломерацията на Сиатъл.

## Ученици
Брой на учениците през учебните години:
- 50 – учебна 2013/2014 г.[5]
- 90 – учебна 2016/2017 г.[6]